# 駒澤大学駅伝選手未成年わいせつ事件
駒澤大学駅伝選手未成年わいせつ事件（こまざわだいがく えきでんせんしゅ みせいねんわいせつじけん）は、日本で起きた性犯罪。

## 概要
2021年5月19日に神奈川県警察は、駒澤大学に通う大学生を神奈川県の青少年保護育成条例違反の容疑で逮捕した。
逮捕された大学生は陸上競技部に所属し、第97回東京箱根間往復大学駅伝競走ではアンカーとして出場し、駒澤大学を逆転での総合優勝に導いたとされる人物であった。最終10区を走り、トップの創価大学と3分19秒差であったが逆転して総合優勝に導いた。これだけの差を逆転したのは第二次世界大戦後最大の記録であった。
神奈川県警察によると、容疑者は2020年10月に大学の寮でマッチングアプリを使用することで、当時に17歳であった高校生の少女と知り合っていた。その後の12月20日に神奈川県川崎市内のホテルに連れ込んでわいせつな行為をしたほか、翌年1月17日には東京都世田谷区内のホテルに連れ込んでわいせつな行為を繰り返した。調べに対し容疑者は、少女は高校に通っているということは知っていたものの18歳だと認識し、本人からも18歳であると聞いていたと供述した。実際はマッチングアプリは18歳未満は使用できないため、18歳であると偽って登録して、当初は18歳であると伝えていたが、後に実際には本来規約違反となる17歳であると明かしていた。
当時はコロナ禍中であり、箱根駅伝を主催する関東学生陸上競技連盟は徹底した感染防止対策を敷いていた。12月10日にはチームエントリーがあり、各校の登録される選手は決まっていた。当時の関東学生陸上競技連盟のガイドラインでは陽性反応があった選手と濃厚接触者と認められた選手は大会に出場できないこととなっていた。このため各校は部外者以外と接触することには細心の注意を払うことが要求されていた。
また、出会った少女が感染者であった場合、容疑者にも感染し、同じ寮に住む他の選手にも感染し、大半が濃厚接触者に認定されることとなり、駒澤大学は大会に出場できなくなっていた可能性を指摘した報道もあった。当時は新型コロナウイルスの1日の感染者数が2000人を超えており、12月に入ってからの東京都の感染者数が月別で初めて1万人を超えるなどしていた。関東学生陸上競技連盟は2020年9月に感染拡大防止のために無観客での実施を決定し、12月8日には出場校に対して、感染対策の諸連絡として予防策や注意点や健康状態の把握などの同意書の提出を求めている状況であった。